# Alphonse Ferdinand Tromme
Alphonse Ferdinand Tromme (Brussel 1 augustus 1893 - 25 januari 1970) was een Belgische militair die de rang bereikte van Luitenant-generaal (1951-1954).

## Militaire carrière
Tromme werd op 24 august 1909 lid van het Belgisch leger. Op 7 mei 1911 werd hij bevorderd tot sergeant. Tijdens de Eerste Wereldoorlog klom hij op tot kapitein. Bij het uitbreken van de Tweede Wereldoorlog was hij opgeklommen tot luitenant-kolonel. Op 28 mei 1940 werd hij krijgsgevangene. Hij werd gerepatrieerd op 5 juni 1945. Op 1 oktober 1954 ging hij met pensioen.

## Onderscheidingen
- Medaille van de IJzer
- Militair Kruis
- Medal of Freedom (brons)
- Oorlogskruis
- Overwinningsmedaille
- Herinneringsmedaille van 100 Jaars de Onafhankelijkheid 1830-1930
- Orde van Oranje-Nassau
- officier in de Orde van Leopold II
- grootofficier in de Kroonorde
- Legioen van Eer